# Mesothriscus microps
Mesothriscus microps är en skalbaggsart som beskrevs av Sharp 1903. Mesothriscus microps ingår i släktet Mesothriscus och familjen jordlöpare. Inga underarter finns listade i Catalogue of Life.